# 吳玉綸
吴玉纶（1732年—1802年），字廷韩、一字香亭、廷五，号蓼园，河南光州（今潢川县）人。清朝政治人物。

## 生平
乾隆二十六年（1761年）进士，选翰林院庶吉士，散馆授检讨。历任贵州道监察御史、刑科给事中、鸿胪寺少卿、光禄寺卿、太常寺卿、左副都御史、福建学政、兵部右侍郎、吏部左侍郎、内阁学士等职。
著述有《香亭文稿》十二卷、《香亭诗稿》六卷。

## 家族
父吴士功，子吴鼎铭、吴鼎辅、吴俊民、吴葆晋。